# Пероксиазотна киселина
Пероксиазотната киселина е химично съединение с формулата HNO4. Тя е азотна оксокиселина след пероксиазотиста киселина.

## Получаване
Солите се наричат пероксинитрати.